# Parlamentswahl in Barbados 2013
Die Parlamentswahl in Barbados 2013 für das House of Assembly, dem Unterhaus des Parlaments von Barbados, fand am 21. Februar 2013 statt.

## Wahlergebnisse
- DLP: 16
- BLP: 14

Die Democratic Labour Party (DLP) von Premierminister Freundel Stuart konnte mit einer knappen Mehrheit von zwei Sitzen gegenüber der Barbados Labour Party (BLP) die Macht behaupten. Am 22. Februar 2013 wurde Stuart von Generalgouverneur Sir Elliott Belgrave als Premierminister vereidigt. Stuart hatte das Amt bereits im Oktober 2010 übernommen, als sein Vorgänger David Thompson verstorben war.
Während des Wahlkampfes verpflichtete sich die DLP, Barbados zu einem Land zu machen, dass „sozial gerecht, wirtschaftlich gesund, umweltfreundlich und von guter Regierungsführung geprägt“ ist. Die BLP versprach, die Mehrwertsteuer auf Strom und Lebensmittel von 17,5 % auf 15 % zu senken, um die Lebenshaltungskosten zu senken. BLP-Chef Owen Arthur übernahm die Verantwortung für die Niederlage und trat nach den Wahlen zurück. Er wurde von Mia Mottley abgelöst.
| Partei                        | Sitze |
| ----------------------------- | ----- |
| Democratic Labour Party (DLP) | 16    |
| Barbados Labour Party (BLP)   | 14    |